# Palikur
I Palikur  sono un gruppo etnico del Brasile che ha una popolazione stimata in circa 1.293  individui (2010).

## Lingua
Parlano la lingua Palikur (codice ISO 639: PAL), lingua che appartiene alla famiglia linguistica Aruak.

## Insediamenti
Vivono nello stato brasiliano di Amapá e nella Guyana francese.

## Storia
La posizione dei Palikur prossimità delle foci dei Rio delle Amazzoni li ha resi una delle prime tribù amazzoniche incontrate dai colonizzatori europei. Già nel 1507 il loro nome è stato registrato dall'esploratore spagnolo Vicente Yanez Pinzón. Verso la metà del XVII secolo la popolazione Palikur  fu stimata in 1.200 unità; circa un terzo della popolazione totale viveva tra i fiumi Cassiporé e Maroni.